# Лизогуб, Дмитрий Андреевич
Дми́трий Андре́евич Лизогу́б (укр. Дмитро Андрiйович Лизогуб) (29 июля (10 августа) 1849, Седнев, Черниговская губерния, Российская империя — 10 августа (22 августа) 1879, Одесса, Российская империя) — украинский и русский революционер, народник.

## Биография
Родился в семье богатого черниговского помещика Андрея Ивановича Лизогуба (1804—1864).
Отец был образованным человеком — кончил курс в Женевском университете и был членом губернского комитета по освобождению крестьян. Знаток литературы и искусств, сам прилично музицировал и рисовал, слыл украинофильствующим либералом, был хорошим приятелем Тараса Шевченко, переписывался с ним; мать — Надежда Дмитриевна Дунин-Борковская (1820 — после 1864), представительница старинного дворянского польского рода Дунин-Борковских. В семье было трое мальчиков: Илья, Дмитрий, Фёдор.
Воспитывался гувернёром-французом. В 1860 году в связи с болезнью отца семья выехала во Францию, где Дмитрий обучался и окончил курс в коллегии Монпелье. Вскоре после возвращения на родину, в село Сорочинцы (Полтавская губерния), умер отец, а за ним и мать.
В Екатеринославе выдержал выпускной экзамен гимназического курса и в 1869 году поступил на физико-математический факультет Петербургского университета (в 1870 перевёлся на юридический факультет). На 4-м курсе решил бросить учёбу, перестал платить за занятия (все деньги он отдавал на нужды революционных кружков) и был отчислен.
В 1873 году в Санкт-Петербурге с целью мирной пропаганды среди крестьян был организован кружок молодёжи, в котором был одним из руководителей. В 1874 году члены кружка разъехались по сёлам, а Лизогуб отправился с И. Ф. Фесенко за границу, чтобы установить связь между русскими народническими кружками и заграничными, преимущественно сербскими. Провёл за границей около 8 месяцев; был в Париже, Лионе, Лондоне и Сербии. По возвращении в Россию, арестован на границе по доносу, в котором говорилось о его принадлежности к заграничному кружку народников братьев Жебунёвых. Привлечён к дознанию по делу о пропаганде в империи (процесс 193-х), по обвинению в принадлежности к народническому кружку. Дознание было завершено без последствий для него. Отправлен властями в своё поместье, в деревне Листвене, откуда совершал поездки.
В конце 1874 года примкнул к кружку, организованному Л. Г. Дейчем и И. Ф. Фесенко для пропаганды среди участников рационалистических сект.
По высочайшему повелению от 19 февраля 1876 года дело о нём разрешено в административном порядке с учреждением за ним за принадлежность к кружку Жебунёвых негласного надзора полиции; подчинён надзору с 4 августа 1876 года.
В 1876 году начато новое дело о найденной в мае этого года в его доме запрещённой литературе. За недостатком улик дело прекращено.
В 1877 году привлекался к дознанию, возникшему в октябре в Полтавской губернии по делу о тайном обществе в Полтаве «Уния», по обвинению в распространении запрещённой литературы.
По Высочайшему повелению 6 апреля 1877 года дело о нём разрешено в административном порядке с учреждением гласного надзора полиции и с воспрещением всяких с места жительства отлучек.
В январе 1877 года стал одним из членов-учредителей организации «Земля и Воля».
В 1878 году проживал в Киеве и Одессе. Будучи богатым человеком, финансировал революционную деятельность. Готов был передать всё своё состояние на революционные цели. Однако, будучи под надзором полиции, ему удалось внести в центральный кружок только около 50 000 рублей. Помощь в переводе в реальные денежные средства оказывал М. А. Натансон.
В 1878 году, ввиду политической неблагонадежности, предназначен к высылке из Одессы в Архангельскую губернию. Осенью 1878 года привлечён к дознанию по делу С. Ф. Чубарова.
Арестован 5 августа 1878 года вместе с Г. А. Попко и А. П. Колтановским и заключён в Одесскую тюрьму. Благодаря откровенным показаниям управляющего его имением В. В. Дриго и задержанного Ф. Е. Курицына обвинялся в связях с государственными преступниками И. М. Ковальским, С. Ф. Чубаровым, В. А. Осинским, в предоставлении на революционные цели денежных средств, в намерении подготовки восстания крестьян, и в подготовке террористических актов.
6 августа 1879 года Одесским военно-окружным судом («Процесс двадцати восьми») признан одним из главных руководителей русской социально-революционной партии и приговорён к смертной казни через повешение.
Приговор приведён в исполнение 10 августа 1879 года в Одессе на Скаковом поле. Похоронен на Карантинном кладбище.

## Память
Улица Карантинная в Одессе была переименована в честь Лизогуба (1927). Выведен под именем Светлогуба в рассказе Л. Н. Толстого «Божеское и человеческое» (1906). Книга Ю. Давыдова «На Скаковом поле, около бойни…» (1978) посвящена Дмитрию Лизогубу.

## Братья
- Илья Андреевич Лизогуб (1846—1906) — русский юрист, чиновник министерства юстиции (с 1872), член Тифлисской судебной палаты (с 1890), действительный статский советник (с 1906).
- Фёдор Андреевич Лизогуб (1851—1928) — русский и украинский общественный и государственный деятель.